# Kia Telluride
Kia Telluride — среднеразмерный кроссовер корейского производителя автомобилей Kia Motors. Концепт-кар модели был представлен в 2016 году. Серийно автомобиль производится с февраля 2019 года.

## Описание

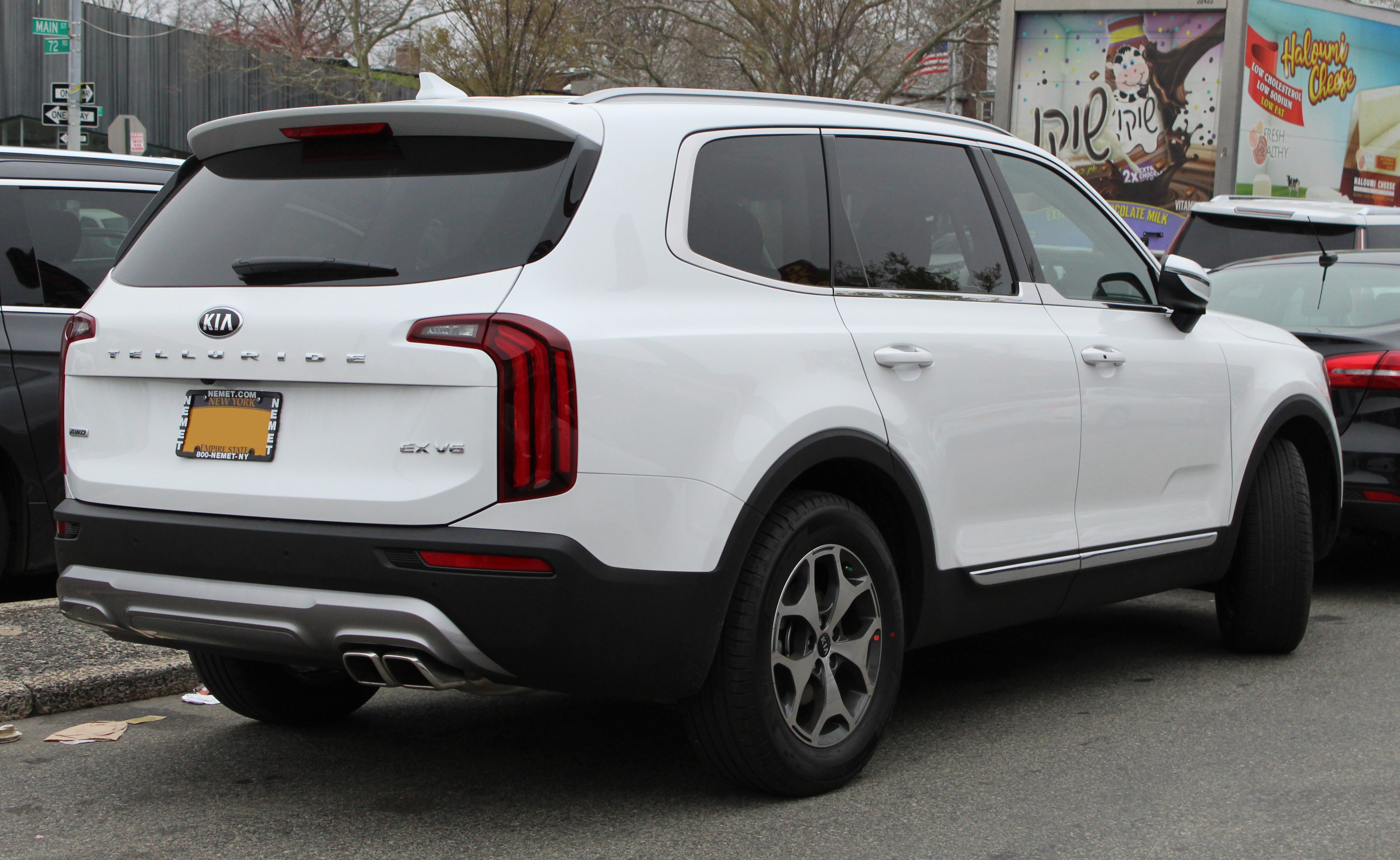
Kia Telluride EX

Автомобиль Kia Telluride впервые был представлен в 2019 году на Североамериканском международном автосалоне. За основу модели была взята Hyundai Palisade.
В отличие от других моделей, Kia Telluride поставляется в США и оснащается только бензиновым двигателем внутреннего сгорания Lambda II.
С 13 апреля 2022 года производится модернизированная версия Kia Telluride. Модель была представлена на Нью-Йоркском международном автосалоне.

## Модификации

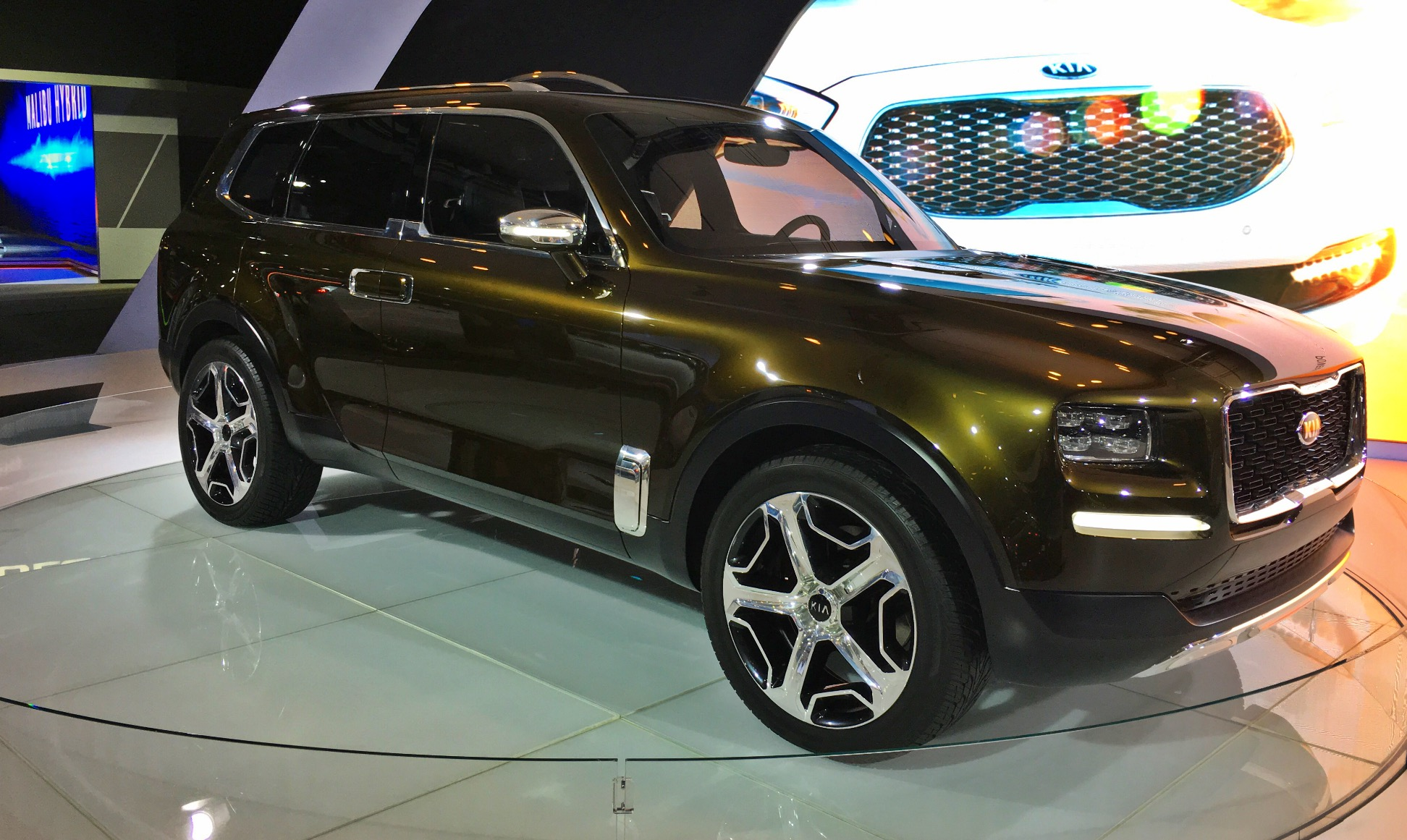
Концепт-кар

Отделки автомобиля Kia Telluride — LX, S, EX и SX. Сзади три ряда сидений. Дополнительно может присутствовать семь пассажирских мест.

## Продажи
| Год  | Продано |
| ---- | ------- |
| 2019 | 58604   |
| 2020 | 75129   |
| 2021 | 93705   |